# Nekrolog 1. Quartal 1942
Nekrolog
◄◄
| ◄
| 1938
| 1939
| 1940
| 1941
| 1942 | 1943 | 1944 | 1945 | 1946 | ► | ►►
1. Quartal |
2. Quartal |
3. Quartal |
4. Quartal 1942
Weitere Ereignisse | Allgemeiner Nekrolog 1942
Die Beschreibung der verstorbenen Person sollte so kurz wie möglich gehalten sein und nur deren signifikante Tätigkeit(en) enthalten.
Neue Namen ggf. auch unter dem Geburts- und Sterbedatum, also etwa unter 1. Januar und im Geburts- und Sterbejahr (2024) eintragen (nur bei entsprechender großer Wichtigkeit). Für Beispiele siehe die schon vorhandenen Artikel.
Außerdem über die fünf zuletzt Verstorbenen, zu denen es einen ausreichend guten Artikel für eine Präsentation auf der Hauptseite gibt, nach der todesbedingten Überarbeitung der Artikel ggf. auch unter Wikipedia Diskussion:Hauptseite informieren und sie am besten auch in den anderen Wikipedia-Sprachversionen eintragen. Tipp: Regelmäßig bei news.google.de nach „ist tot“, „gestorben“ oder „verstorben“ suchen.
Wenn eine Person gestorben ist, gibt es viele Seiten zu dieser Person in der Wikipedia, die davon auch betroffen sind und entsprechend aktualisiert werden müssen. Beispiele: Namenübersichtsseite, Geburtsjahr, Geburtsort-Seiten und viele mehr.
Wie finde ich die betroffenen Seiten?
Im Suchfeld auf der linken Seite gibt man den Suchbegriff so ein: „Vorname Nachname“. Dann klickt man auf Volltext und alle Seiten mit entsprechendem Suchtext werden aufgerufen. Hier sieht man dann schnell, wo auch das Todesjahr Sinn macht oder sogar ein Teil des Artikels angepasst werden muss. Auch hilft das „Werkzeug“ auf der linken Seite sehr gut, um solche Seiten aufzufinden: „Links auf diese Seite“. Somit ist die Wikipedia wieder aktuell in allen Bereichen! Hinweis: bei Eintragung der Kategorie „Gestorben JAHR“ wird der Missbrauchsfilter 49 ausgelöst, was jedoch nicht schlimm ist. Siehe: Spezial:Missbrauchsfilter/49
Dies ist eine Liste von im ersten Quartal 1942 verstorbenen bekannten Persönlichkeiten. Die Einträge erfolgen innerhalb der einzelnen Daten alphabetisch sortiert. Tiere sind im Nekrolog für Tiere zu finden.

## Januar
| Tag        | Name                                        | Beruf, bekannt als | Alter | Beleg |
| ---------- | ------------------------------------------- | --- | ----- | ----- |
| 1. Januar  | Artur Antonowitsch Anatra                   | russischer Unternehmer und Luftfahrtpionier                                                                                    | 63    |       |
| 1. Januar  | Hans Christoffers                           | deutscher kommunistischer Widerstandskämpfer gegen den Nationalsozialismus                                                     | 36    |       |
| 1. Januar  | Paul Clairmont                              | österreichischer Chirurg und Hochschullehrer                                                                                   | 66    |       |
| 1. Januar  | Jaroslav Ježek                              | tschechischer Komponist | 35    |       |
| 1. Januar  | Arnold Zähringer                            | deutscher Erfinder vom Magnetzünder für schnelllaufende Motoren                                                                | 72    |       |
| 2. Januar  | Carlos Alberto Brenes Jarquín               | nicaraguanischer Politiker, Präsident von Nicaragua (1933–1936)                                                                | 57    |       |
| 2. Januar  | Henriette Gottlieb                          | deutsche Opernsängerin (Sopran)                                                                                                | 57    |       |
| 2. Januar  | Aldo Laghi                                  | italienischer Geistlicher, römisch-katholischer Erzbischof und vatikanischer Diplomat                                          | 58    |       |
| 2. Januar  | Rudolf Ortlepp                              | deutscher nationalsozialistischer Studentenschaftsfunktionär                                                                   | 32    |       |
| 2. Januar  | Heinrich Schüttler                          | Landtagsabgeordneter Waldeck                                                                                                   | 86    |       |
| 2. Januar  | Franziska Steinitz                          | deutsche Romanistin und Übersetzerin                                                                                           | 66    |       |
| 3. Januar  | Alexander Flessburg                         | deutscher Schauspieler, Opernsänger (Tenor/Bariton) und Textdichter                                                            | 58    |       |
| 3. Januar  | Willy Gunz                                  | österreichisch-deutscher Schauspieler                                                                                          | 87    |       |
| 3. Januar  | Charles Mann Hamilton                       | US-amerikanischer Politiker | 67    |       |
| 3. Januar  | Juli Eduardowitsch Konjus                   | russischer Geiger und Komponist                                                                                                | 72    |       |
| 3. Januar  | Pinchas Ruthenberg                          | russischer Ingenieur und Unternehmer, zionistischer Pionier                                                                    | 62    |       |
| 3. Januar  | Carl Schirmer                               | deutscher Politiker (Zentrum, BVP), MdR                                                                                        | 77    |       |
| 3. Januar  | Hermann von Wicht                           | deutscher evangelischer Theologe                                                                                               | 62    |       |
| 4. Januar  | Alice Beckington                            | US-amerikanische Malerin | 73    |       |
| 4. Januar  | Walter Borbet                               | Vorstandsvorsitzender Bochumer Verein                                                                                          | 60    |       |
| 4. Januar  | Hans Fischer                                | Schweizer Politiker (BGB) | 36    |       |
| 4. Januar  | Adolph von Gernet                           | Metallurg | 78    |       |
| 4. Januar  | Leon Jessel                                 | deutscher Komponist | 70    |       |
| 4. Januar  | William Hall Milton                         | US-amerikanischer Politiker | 77    |       |
| 4. Januar  | Gottwalt Schaper                            | deutscher Brückenbau-Ingenieur und Baubeamter                                                                                  | 68    |       |
| 4. Januar  | Mel Sheppard                                | US-amerikanischer Mittelstreckenläufer                                                                                         | 58    |       |
| 5. Januar  | Wladimir Nikolajewitsch Andronnikow         | russischer Revolutionär und sowjetischer Politiker                                                                             | 56    |       |
| 5. Januar  | Clarence Gagnon                             | kanadischer Maler | 60    |       |
| 5. Januar  | Wilhelm Teudt                               | deutscher völkischer Laienforscher                                                                                             | 81    |       |
| 6. Januar  | Henri de Baillet-Latour                     | 3. Präsident des Internationalen Olympischen Komitees                                                                          | 65    |       |
| 6. Januar  | Alexander Romanowitsch Beljajew             | russischer Schriftsteller | 57    |       |
| 6. Januar  | Emma Calvé                                  | französische Mezzosopranistin                                                                                                  | 83    |       |
| 6. Januar  | Guillermo Gómez Gil                         | spanischer Maler und Hochschullehrer                                                                                           |       |       |
| 6. Januar  | Emma Edwards Green                          | US-amerikanische Malerin und Designerin                                                                                        |       |       |
| 6. Januar  | Tina Modotti                                | Schauspielerin, Fotografin und Revolutionärin                                                                                  | 45    |       |
| 7. Januar  | Alfred Asikainen                            | finnischer Ringer | 53    |       |
| 7. Januar  | Ludwig von Donle                            | deutscher Ministerialbeamter und Schifffahrtsmanager                                                                           | 72    |       |
| 7. Januar  | Hermann Jessen                              | österreichischer Opernsänger (Bariton)                                                                                         | 72    |       |
| 8. Januar  | George C. Braden                            | US-amerikanischer Politiker | 73    |       |
| 8. Januar  | Catharinus Elling                           | norwegischer Komponist, Volksmusiksammler, Musikkritiker und -pädagoge                                                         | 83    |       |
| 8. Januar  | Andres Larka                                | estnischer Politiker | 62    |       |
| 8. Januar  | Karl Löbbecke                               | deutscher Landwirt, Offizier und Politiker (CNBL)                                                                              | 51    |       |
| 8. Januar  | Valentin Nagel                              | deutscher Maler | 50    |       |
| 8. Januar  | Joseph Franklin Rutherford                  | Präsident der Watch Tower Bible And Tract Society of Pennsylvania                                                              | 72    |       |
| 9. Januar  | Heber Doust Curtis                          | US-amerikanischer Astronom | 69    |       |
| 9. Januar  | Jan Graliński                               | polnischer Offizier und Kryptoanalytiker                                                                                       | 46    |       |
| 9. Januar  | Willy Kolz                                  | deutscher Pädagoge | 54    |       |
| 9. Januar  | Robert Laugs                                | deutscher Dirigent und Kapellmeister                                                                                           | 66    |       |
| 9. Januar  | Jekaterina Wladimirowna Lermontowa          | russisch-sowjetische Geologin und Paläontologin                                                                                | 52    |       |
| 9. Januar  | Franz Naager                                | deutscher Maler, Grafiker, Bildhauer, Kunstsammler und Unternehmer                                                             | 71    |       |
| 9. Januar  | Jerzy Różycki                               | polnischer Mathematiker und Kryptoanalytiker                                                                                   | 32    |       |
| 9. Januar  | Franz Schlosser                             | deutscher Offizier und Verwaltungsbeamter                                                                                      | 69    |       |
| 9. Januar  | Piotr Smoleński                             | polnischer Kryptoanalytiker |       |       |
| 9. Januar  | Franz Wenzler                               | deutscher Regisseur | 48    |       |
| 10. Januar | William John Miles                          | politischer Verleger in Australien, Nationalsozialist                                                                          | 70    |       |
| 11. Januar | Barney McGill                               | US-amerikanischer Kameramann                                                                                                   | 51    |       |
| 12. Januar | Theodore Annemann                           | US-amerikanischer Zauberer | 34    |       |
| 12. Januar | Hermann Degering                            | deutscher Bibliothekar | 75    |       |
| 12. Januar | Sulo Jääskeläinen                           | finnischer Skispringer | 51    |       |
| 12. Januar | Erbo Graf von Kageneck                      | deutscher Luftwaffenoffizier                                                                                                   | 23    |       |
| 12. Januar | Christopher Knuth                           | dänischer Hofjägermeister und Kammerherr                                                                                       | 86    |       |
| 12. Januar | Hans von Krosigk                            | deutscher Landrat | 75    |       |
| 12. Januar | Wladimir Michailowitsch Petljakow           | sowjetischer Flugzeugkonstrukteur                                                                                              | 50    |       |
| 13. Januar | Eduard von Below                            | preußischer General der Infanterie im Ersten Weltkrieg                                                                         | 85    |       |
| 13. Januar | George R. Durgan                            | US-amerikanischer Politiker | 69    |       |
| 13. Januar | Wladimir Sergejewitsch Ignatowski           | russischer Physiker | 66    |       |
| 13. Januar | Arthur von Pongracz                         | österreichischer Dressurreiter                                                                                                 | 77    |       |
| 13. Januar | Ernst Stampe                                | deutscher Jurist und Hochschullehrer                                                                                           | 85    |       |
| 14. Januar | Porfirio Barba Jacob                        | kolumbianischer Schriftsteller                                                                                                 | 58    |       |
| 14. Januar | Harry Champion                              | britischer Music-Hall-Sänger, Komiker und Komponist                                                                            | 75    |       |
| 14. Januar | Fred Fisher                                 | US-amerikanischer Musikkomponist                                                                                               | 66    |       |
| 14. Januar | Harry Ward Foote                            | US-amerikanischer Chemiker und Hochschullehrer                                                                                 | 66    |       |
| 14. Januar | Karl Orth                                   | deutscher Maler | 73    |       |
| 14. Januar | Max Railing                                 | britischer Ingenieur und Unternehmer deutscher Herkunft                                                                        | 73    |       |
| 14. Januar | Milan Rešetar                               | Sprachwissenschaftler, Slawist, Numismatiker und Historiker                                                                    | 81    |       |
| 14. Januar | Konrad Trageser                             | deutscher römisch-katholischer Priester und NS-Opfer                                                                           | 57    |       |
| 15. Januar | Alfred Bursche                              | polnischer Jurist | 58    |       |
| 15. Januar | Ernst Königsgarten                          | österreichischer Geschäftsmann, Privatier und Fechter                                                                          | 61    |       |
| 15. Januar | Hermann Rumpf                               | deutscher Jurist und Parlamentarier                                                                                            | 66    |       |
| 15. Januar | Rudolf Schüssler                            | österreichischer Mathematiker                                                                                                  | 76    |       |
| 15. Januar | Julius Weber                                | deutscher Politiker (NSDAP), MdR                                                                                               | 37    |       |
| 16. Januar | Arthur, 1. Duke of Connaught and Strathearn | britischer Feldmarschall, Mitglied der britischen Königsfamilie, Generalgouverneur von Kanada (1911–1916)                      | 91    |       |
| 16. Januar | August Diehn                                | Generaldirektor des deutschen Kalisyndikats                                                                                    | 67    |       |
| 16. Januar | William Gordon                              | US-amerikanischer Politiker der Demokratischen Partei                                                                          | 79    |       |
| 16. Januar | Villem Grünthal-Ridala                      | estnischer Lyriker, Übersetzer, Sprachwissenschaftler und Folklorist                                                           | 56    |       |
| 16. Januar | Alfred Hackman                              | finnischer Archäologe, Fotograf und Professor                                                                                  | 77    |       |
| 16. Januar | Josef Haider                                | österreichischer Politiker | 85    |       |
| 16. Januar | Violet Hunt                                 | britische Autorin | 79    |       |
| 16. Januar | Henry Wilhelm Kristiansen                   | norwegischer Widerstandskämpfer, Persönlichkeit der norwegischen Arbeiter- und Widerstandsbewegung                             | 39    |       |
| 16. Januar | Andrei Iwanowitsch Letkow                   | sowjetischer Politiker | 38    |       |
| 16. Januar | Carole Lombard                              | US-amerikanische Schauspielerin                                                                                                | 33    |       |
| 16. Januar | Anton Palvadre                              | estnischer Jurist und Politiker, Mitglied des Riigikogu                                                                        | 55    |       |
| 16. Januar | James McClellan Robinson                    | US-amerikanischer Politiker | 80    |       |
| 16. Januar | Ernst Scheller                              | deutscher Kommunalpolitiker (NSDAP)                                                                                            | 42    |       |
| 17. Januar | Helmut Bräutigam                            | deutscher Komponist | 27    |       |
| 17. Januar | Georg Hirschfeld                            | deutscher Schriftsteller jüdischer Herkunft                                                                                    | 68    |       |
| 17. Januar | Anne-Marie Morisse                          | deutsche Pädagogin und Politikerin                                                                                             | 64    |       |
| 17. Januar | Walter von Reichenau                        | deutscher Generalfeldmarschall und Kriegsverbrecher                                                                            | 57    |       |
| 17. Januar | Wilhelm Schabram                            | deutscher Fußballspieler | 25    |       |
| 17. Januar | Carl Tubandt                                | deutscher Chemiker und Hochschullehrer                                                                                         | 63    |       |
| 17. Januar | Vladimir Varićak                            | jugoslawischer Mathematiker und Physiker                                                                                       | 76    |       |
| 18. Januar | Gustav Henckell                             | deutsch-schweizerischer Konservenfabrikant                                                                                     | 82    |       |
| 18. Januar | Albert von Koller                           | General der Infanterie der österreichisch-ungarischen Streitkräfte                                                             | 93    |       |
| 19. Januar | William E. Andrews                          | US-amerikanischer Politiker | 87    |       |
| 19. Januar | Coleman Livingston Blease                   | US-amerikanischer Politiker | 73    |       |
| 19. Januar | Benjamin Brown                              | US-amerikanischer Maler und Grafiker                                                                                           | 76    |       |
| 19. Januar | Wilhelm Hejda                               | österreichischer Bildhauer und Medailleur                                                                                      | 73    |       |
| 19. Januar | Reinhard Krippner                           | deutscher Briefmarkenfälscher                                                                                                  | 79    |       |
| 19. Januar | Walter Douglas La Mont                      | amerikanischer Pilot, Marine-Ingenieur und Erfinder                                                                            |       |       |
| 19. Januar | Hans Overbeck                               | deutscher Kaufmann, Sprach- und Insektenforscher                                                                               |       |       |
| 19. Januar | Walter Spies                                | deutscher Maler und Musiker | 46    |       |
| 19. Januar | Erwin Ritter von Zach                       | österreichischer Sinologe | 69    |       |
| 19. Januar | Willy Ziegler                               | deutscher Politiker (NSDAP), MdR                                                                                               | 42    |       |
| 20. Januar | Franz von Lenski                            | preußischer Generalleutnant | 76    |       |
| 20. Januar | Pierre Malleveau                            | französischer Automobilrennfahrer                                                                                              | 52    |       |
| 20. Januar | Josef Mathias Petersmann                    | deutscher Verleger und Unternehmer                                                                                             | 78    |       |
| 20. Januar | José Maria Rodrigues                        | portugiesischer Romanist und Lusitanist                                                                                        | 84    |       |
| 20. Januar | Panteleimon Krestowitsch Schuse             | arabisch-russischer Orientalist, Religionswissenschaftler und Hochschullehrer                                                  | 71    |       |
| 20. Januar | Franz Triebel                               | deutscher Reichsgerichtsrat | 72    |       |
| 21. Januar | Walter H. Albaugh                           | US-amerikanischer Politiker | 52    |       |
| 21. Januar | Christiaan Cornelissen                      | niederländischer Syndikalist und Autor                                                                                         | 77    |       |
| 21. Januar | Isidoro Diéguez Dueñas                      | spanischer Politiker des Bürgerkriegs                                                                                          | 33    |       |
| 21. Januar | Gerda Lissack                               | deutsche Grafikerin, Zeichnerin und Widerstandskämpferin                                                                       | 37    |       |
| 21. Januar | Henryk Opieński                             | polnischer Komponist | 72    |       |
| 21. Januar | René Pujol                                  | französischer Drehbuchautor, Filmregisseur, Schriftsteller und Librettist                                                      | 63    |       |
| 21. Januar | Woldemar Tranzschel                         | russischer Botaniker und Mykologe                                                                                              | 74    |       |
| 21. Januar | Dorothy Wall                                | australische Autorin und Illustratorin                                                                                         | 48    |       |
| 21. Januar | Heinrich Wolf                               | deutscher Autor | 83    |       |
| 21. Januar | Aleksandras Žilinskas                       | litauischer Jurist und Politiker, Justizminister Litauens                                                                      | 56    |       |
| 22. Januar | André Bellessort                            | französischer Schriftsteller, Romanist und Literarhistoriker                                                                   | 75    |       |
| 22. Januar | Oleg Wladimirowitsch Lossew                 | sowjetischer Hochfrequenztechniker                                                                                             | 38    |       |
| 22. Januar | Ratscho Petrow                              | bulgarischer Politiker, General und Ministerpräsident                                                                          | 80    |       |
| 22. Januar | Walter Sickert                              | englischer Maler | 81    |       |
| 22. Januar | Emmy Wyda                                   | deutsche Schauspielerin | 65    |       |
| 22. Januar | Xiao Hong                                   | chinesische Schriftstellerin, Autorin von Romanen und Kurzgeschichten sowie Dichterin                                          | 30    |       |
| 23. Januar | Bert Christman                              | US-amerikanischer Comiczeichner und Kampfpilot                                                                                 | 26    |       |
| 23. Januar | Clément Dorlia                              | französischer Ruderer | 71    |       |
| 23. Januar | Heinrich Dübi                               | Schweizer Philologe und Alpinist                                                                                               | 93    |       |
| 23. Januar | Felix Ehrlich                               | deutscher Biochemiker | 64    |       |
| 23. Januar | Friedrich von Feilitzsch                    | Politiker im Fürstentum Schaumburg-Lippe und dessen erster Ministerpräsident                                                   | 83    |       |
| 23. Januar | Oskar Hübschmann                            | deutscher Arbeiter und Opfer der NS-Kriegsjustiz                                                                               | 33    |       |
| 23. Januar | Eduard Jahn                                 | deutscher Botaniker und forstlicher Mykologe                                                                                   | 70    |       |
| 23. Januar | Otto Kloeppel                               | deutscher Architekt, Hochschullehrer und Offizier                                                                              | 68    |       |
| 23. Januar | Ludwig Gaston von Sachsen-Coburg und Gotha  | Prinz aus dem Haus Sachsen-Coburg und Gotha, österreichischer Offizier, Großkreuzinhaber des Sachsen-Ernestinischen-Hausordens | 71    |       |
| 23. Januar | Oskar Mey                                   | deutscher Leinenfabrikant | 74    |       |
| 23. Januar | Josef Škalda                                | tschechoslowakischer Soldat und Widerstandskämpfer                                                                             | 47    |       |
| 24. Januar | Otto Skall                                  | tschechisch-österreichischer Fotograf                                                                                          | 57    |       |
| 25. Januar | Gertrud Adelborg                            | schwedische Frauenrechtlerin                                                                                                   | 88    |       |
| 25. Januar | Felix Blumenfeld                            | deutscher Kinderarzt und Opfer des NS-Regimes                                                                                  | 68    |       |
| 25. Januar | Botho Coreth                                | österreichischer Unternehmer und Politiker                                                                                     | 70    |       |
| 25. Januar | Ahatanhel Krymskyj                          | ukrainischer Orientalist und Schriftsteller                                                                                    | 71    |       |
| 25. Januar | August Lukin                                | estnischer Schriftsteller und Journalist                                                                                       | 53    |       |
| 25. Januar | Gerard Philips                              | niederländischer Unternehmer                                                                                                   | 83    |       |
| 25. Januar | Johannes Schröder                           | deutscher Chemiker, Professor, Autor und Diplomat                                                                              | 62    |       |
| 25. Januar | Yamamura Kōka                               | japanischer Maler | 56    |       |
| 26. Januar | Albert E. Austin                            | US-amerikanischer Politiker | 64    |       |
| 26. Januar | Georges Henri Ballot                        | französischer Maler | 75    |       |
| 26. Januar | Marthe Bonnard                              | französische Malerin | 72    |       |
| 26. Januar | Amelia Chopitea Villa                       | bolivianische Medizinerin | 41    |       |
| 26. Januar | Felix Hausdorff                             | deutscher Mathematiker | 73    |       |
| 26. Januar | Gertrud Hermes                              | deutsche Pädagogin und Volkshochschulheimgründerin                                                                             | 69    |       |
| 26. Januar | Ronald Cadell Macdonald                     | schottischer Schachspieler | 73    |       |
| 26. Januar | Emily Penrose                               | britische Historikerin | 83    |       |
| 26. Januar | Carl Petersen                               | deutscher Historiker und Hochschullehrer                                                                                       | 56    |       |
| 26. Januar | Alice Shaw-Stewart                          | britische Adlige |       |       |
| 26. Januar | Viktor Zeidler                              | österreichischer Politiker (GdP), Abgeordneter zum Nationalrat                                                                 | 73    |       |
| 27. Januar | Siegfried Gumbel                            | deutscher Rechtsanwalt | 67    |       |
| 27. Januar | Georg von Körbling                          | württembergischer Generalleutnant                                                                                              | 85    |       |
| 27. Januar | José Luís Monteiro                          | portugiesischer Architekt | 93    |       |
| 27. Januar | Stacy Woodard                               | US-amerikanischer Filmproduzent und Filmschaffender                                                                            | 39    |       |
| 28. Januar | Gustav Boeters                              | deutscher Arzt und Rassenhygieniker                                                                                            | 72    |       |
| 28. Januar | Ernests Brastiņš                            | lettischer Künstler, Historiker und Archäologe                                                                                 | 49    |       |
| 28. Januar | Ernst Bruck                                 | deutscher Jurist | 65    |       |
| 28. Januar | Kaarel Eenpalu                              | estnischer Jurist und Politiker                                                                                                | 53    |       |
| 28. Januar | Heinrich Finkelstein                        | deutscher Kinderarzt | 76    |       |
| 28. Januar | Lionel Nathan de Rothschild                 | britischer Bankier und Politiker (Conservative Party)                                                                          | 60    |       |
| 28. Januar | Emil Winkler                                | österreichischer Romanist | 50    |       |
| 29. Januar | Robert Bruck                                | deutscher Kunsthistoriker | 78    |       |
| 29. Januar | Heinrich Gölzer                             | deutscher Politiker (SPD) | 74    |       |
| 29. Januar | Georgi Nikolajewitsch Prokofjew             | russischer Linguist, Ethnograph und Hochschullehrer                                                                            | 44    |       |
| 29. Januar | Jean Van Silfhout                           | belgischer Ruderer | 42    |       |
| 29. Januar | Gerald Walenn                               | britischer Violinist und Komponist                                                                                             | 70    |       |
| 30. Januar | Hélène-Frédérique de Faye-Jozin             | französische Komponistin | 70    |       |
| 30. Januar | Karl Goepfart                               | deutscher Musiker, Komponist und Dirigent                                                                                      | 82    |       |
| 30. Januar | Ina von Grumbkow                            | deutsche Abenteurerin und Autorin                                                                                              | 69    |       |
| 30. Januar | Frederick Haultain                          | kanadischer Politiker | 84    |       |
| 30. Januar | Maximilian von Mutius                       | preußischer Generalmajor, Militärattaché                                                                                       | 77    |       |
| 30. Januar | Hans Oberländer                             | deutscher Regisseur, Schauspieler und Dramaturg                                                                                | 71    |       |
| 30. Januar | Georgios Sotiriadis                         | griechischer Philologe und Archäologe                                                                                          | 89    |       |
| 30. Januar | Ignaz Weixelbaumer                          | österreichischer Politiker (CSP), Landtagsabgeordneter, Mitglied des Bundesrates                                               | 66    |       |
| 31. Januar | Bruno Ahner                                 | deutscher Geiger und Konzertmeister                                                                                            | 75    |       |
| 31. Januar | Karl Berchtold                              | deutscher Jurist | 73    |       |
| 31. Januar | Carl Gassner                                | deutscher Unternehmer und Erfinder                                                                                             | 86    |       |
| 31. Januar | Wilhelm Hetkamp                             | deutscher Zeuge Jehovas und Opfer der NS-Kriegsjustiz                                                                          | 28    |       |
| 31. Januar | Hans Georg Hofmann                          | deutscher Offizier, Politiker (NSDAP), MdR                                                                                     | 68    |       |
| 31. Januar | Otto Kern                                   | deutscher klassischer Philologe und Archäologe                                                                                 | 78    |       |
| 31. Januar | Carl O’Lynch of Town                        | österreichisch-deutscher Maler                                                                                                 | 72    |       |
| 31. Januar | Rudolf Perco                                | österreichischer Architekt | 57    |       |
| 31. Januar | Karl Seubert                                | deutscher Chemiker | 90    |       |
| 31. Januar | Rolf Wenkhaus                               | deutscher Filmschauspieler | 24    |       |
| 31. Januar | Bodo Wildberg                               | deutscher Schriftsteller und Übersetzer                                                                                        | 79    |       |
|            | Benedikt Fantner                            | Schriftsteller | 48    |       |
|            | Hans Georg Freund                           | deutscher Politiker (NSDAP), MdR                                                                                               | 36    |       |
|            | Karl Theobald Gauweiler                     | deutscher Dentist, Mitglied der NSDAP und der SA                                                                               | 32    |       |
|            | Dawid Lwowitsch Kritschewski                | ukrainisch-russischer Architekt, Vertreter des Konstruktivismus und Grafiker                                                   | 47    |       |
|            | John Henry Oechtering                       | deutsch-US-amerikanischer römisch-katholischer Geistlicher; Generalvikar des Bistums Fort Wayne; Prälat                        | 96    |       |
|            | Eugen Prager                                | deutscher sozialdemokratischer Publizist                                                                                       | 65    |       |
|            | Josef Schmalwieser                          | österreichischer Musiker und Konzertmeister                                                                                    | 36    |       |

## Februar
| Tag         | Name                                  | Beruf, bekannt als | Alter | Beleg |
| ----------- | ------------------------------------- | --- | ----- | ----- |
| 1. Februar  | Alfred Amann                          | deutscher Textilunternehmer | 78    |       |
| 1. Februar  | Cyril Fuller                          | britischer Admiral | 67    |       |
| 1. Februar  | Ida Giesecke                          | deutsche Malerin | 75    |       |
| 1. Februar  | Constantin Henriquez                  | haitianischer Rugbyspieler |       |       |
| 1. Februar  | Otto Hugo                             | deutscher Politiker (DVP), MdR | 63    |       |
| 1. Februar  | Arnold Scholz                         | deutscher Mathematiker | 37    |       |
| 1. Februar  | Ernst Steinitz                        | deutscher Arzt und Kunstsammler, Emigrant vor dem Holocaust in die USA                                                                        | 60    |       |
| 1. Februar  | Robert Teichmann                      | deutscher Jurist und Reichsgerichtsrat | 74    |       |
| 2. Februar  | Aadu Birk                             | estnischer Jurist und Politiker | 58    |       |
| 2. Februar  | Leonetto Cappiello                    | italienisch-französischer Illustrator, Plakatkünstler und Karikaturist                                                                        | 66    |       |
| 2. Februar  | Daniil Charms                         | russischer Schriftsteller | 36    |       |
| 2. Februar  | Hugh D. McIntosh                      | australischer Sportveranstalter, Theaterunternehmer und Zeitungsverleger                                                                      | 65    |       |
| 2. Februar  | Jean-Bloé Niestlé                     | Schweizer Maler | 57    |       |
| 2. Februar  | François Rom                          | belgischer Degenfechter | 59    |       |
| 2. Februar  | Georg Stuhlfauth                      | deutscher Christlicher Archäologe und Kirchenhistoriker                                                                                       | 71    |       |
| 2. Februar  | Rudolf Unger                          | deutscher Germanist und Literaturhistoriker                                                                                                   | 65    |       |
| 2. Februar  | Robert Weismann                       | deutscher Jurist und preußischer Beamter | 72    |       |
| 2. Februar  | Roman Wörndle                         | deutscher Skirennläufer | 28    |       |
| 3. Februar  | Oskar Graf                            | deutscher Politiker | 59    |       |
| 3. Februar  | Wilhelm Jakobs                        | deutscher Eisenbahningenieur | 83    |       |
| 3. Februar  | Ludwig Kießling                       | deutscher Pflanzenbauwissenschaftler und Pflanzenzüchter                                                                                      | 66    |       |
| 3. Februar  | Karl Maria Löbl                       | österreichischer Komponist | 30    |       |
| 3. Februar  | David Lopes                           | portugiesischer Romanist, Lusitanist, Arabist und Historiker                                                                                  | 74    |       |
| 3. Februar  | Ludolf von Maltzan                    | deutscher Gutsbesitzer und Politiker, MdR | 77    |       |
| 3. Februar  | Hugo Mantel                           | deutscher Fußballspieler | 34    |       |
| 3. Februar  | Oskar Suursööt                        | estnischer Politiker | 48    |       |
| 4. Februar  | James Harry Covington                 | US-amerikanischer Politiker | 71    |       |
| 4. Februar  | Fritz Müller-Partenkirchen            | deutscher Schriftsteller | 66    |       |
| 4. Februar  | August Tafelmacher                    | deutscher Pädagoge | 81    |       |
| 4. Februar  | Fountain L. Thompson                  | US-amerikanischer Politiker | 87    |       |
| 4. Februar  | Otto von Wätjen                       | deutscher Maler und Grafiker | 60    |       |
| 5. Februar  | Woldemar August Engelmann             | deutscher Strafrechts- und Strafprozessrechtswissenschaftler und Rechtshistoriker                                                             | 76    |       |
| 5. Februar  | Paul Jorns                            | Oberreichsanwalt und Untersuchungsrichter in der Mordsache Luxemburg und Liebknecht                                                           | 70    |       |
| 5. Februar  | Kurt Schönner                         | deutscher Jurist und Staatsbeamter | 59    |       |
| 5. Februar  | Dietrich Vorwerk                      | deutscher evangelischer Geistlicher, Pfarrer und religiöser Schriftsteller                                                                    | 71    |       |
| 5. Februar  | Alois Weidenhillinger                 | österreichischer Politiker (SPÖ), Landtagsabgeordneter, Mitglied des Bundesrates                                                              | 58    |       |
| 6. Februar  | William H. Boyce                      | US-amerikanischer Politiker | 86    |       |
| 6. Februar  | Paul Fischer                          | deutscher Fußballspieler | 59    |       |
| 6. Februar  | Carl Hochenegg                        | österreichischer Elektrotechniker | 81    |       |
| 6. Februar  | Franz Kraus                           | tschechoslowakischer Skispringer | 29    |       |
| 6. Februar  | František Mareš                       | tschechischer Nationaldemokrat, später faschistisch orientierter Politiker, Physiologe und Philosoph                                          | 84    |       |
| 6. Februar  | Jaan Soots                            | estnischer Militär und Politiker | 61    |       |
| 6. Februar  | George Washington Stephens            | kanadischer Politiker und Offizier, Präsident der Regierungskommission des Saargebietes (1926–1927)                                           | 75    |       |
| 6. Februar  | Clyde Howard Tavenner                 | US-amerikanischer Politiker | 60    |       |
| 6. Februar  | Johann Wohlmuth                       | österreichischer Politiker (SDAP), Landtagsabgeordneter im Burgenland                                                                         | 76    |       |
| 7. Februar  | Iwan Jakowlewitsch Bilibin            | russischer/sowjetischer Maler und Grafiker | 65    |       |
| 7. Februar  | Friedrich Ignaz von Emperger          | böhmisch-österreichischer Bautechniker | 80    |       |
| 7. Februar  | Franz Heidingsfelder                  | deutscher Historiker, Rektor der Philosophisch-Theologischen Hochschule Regensburg                                                            | 59    |       |
| 7. Februar  | Michael Klause                        | deutscher Arbeiter und Kommunist | 46    |       |
| 7. Februar  | Martin Knauthe                        | deutscher Architekt | 52    |       |
| 7. Februar  | Christian Nützel                      | deutscher Lehrer und Volksliedsammler | 60    |       |
| 7. Februar  | Dorando Pietri                        | italienischer Marathonläufer | 56    |       |
| 8. Februar  | Hans Brennert                         | deutscher Schriftsteller, Bühnen- und Drehbuchautor                                                                                           | 71    |       |
| 8. Februar  | Alfred Buchner                        | deutscher Karikaturist und Mundartdichter | 73    |       |
| 8. Februar  | Max Gabriel                           | deutscher Dirigent und Komponist | 80    |       |
| 8. Februar  | Arthur Michael                        | US-amerikanischer Chemiker | 88    |       |
| 8. Februar  | Paul Moder                            | deutscher Freikorpsführer, Politiker (NSDAP), MdR und SS-Mitglied                                                                             | 45    |       |
| 8. Februar  | Fritz Todt                            | deutscher Reichsminister während der Zeit des Nationalsozialismus                                                                             | 50    |       |
| 9. Februar  | Bernardo Attolico                     | italienischer Diplomat und Botschafter; Hoher Kommissar in der Freien Stadt Danzig (1920–1921)                                                | 62    |       |
| 9. Februar  | Anna Elizabeth Klumpke                | US-amerikanische Malerin | 85    |       |
| 9. Februar  | John Park                             | australischer Hürdenläufer | 26    |       |
| 9. Februar  | Lauri Kristian Relander               | finnischer Politiker, Mitglied des Reichstags und Präsident (1925–1931)                                                                       | 58    |       |
| 9. Februar  | Vojtěch Rosický                       | tschechoslowakischer Mineraloge und Hochschullehrer, Widerstandskämpfer gegen das NS-Regime                                                   | 61    |       |
| 9. Februar  | Edward Schröder                       | deutscher Germanist | 83    |       |
| 9. Februar  | Charles Alden Seltzer                 | US-amerikanischer Schriftsteller und Politiker                                                                                                | 66    |       |
| 10. Februar | Johannes Dunkel                       | deutscher Politiker (DNVP, WP), MdR | 65    |       |
| 10. Februar | Philipp Ernst                         | deutscher Lehrer und Maler | 79    |       |
| 10. Februar | Lawrence J. Henderson                 | US-amerikanischer Chemiker und Biologe | 63    |       |
| 10. Februar | Ernest Pérochon                       | französischer Schriftsteller | 56    |       |
| 10. Februar | Dimitrios Petrokokkinos               | griechischer Tennisspieler | 63    |       |
| 10. Februar | Theodor Schmidt                       | deutscher lutherischer Theologe und Politiker                                                                                                 | 74    |       |
| 11. Februar | Egbert van Kampen                     | niederländischer Mathematiker | 33    |       |
| 11. Februar | Antoine Marfan                        | französischer Kinderarzt | 83    |       |
| 11. Februar | Ugo Pasquale Mifsud                   | maltesischer Premierminister | 52    |       |
| 12. Februar | Anatoli Nikolajewitsch Rjabinin       | russischer Paläontologe und Geologe | 67    |       |
| 12. Februar | Albert Sever                          | österreichischer Politiker, Landeshauptmann von Niederösterreich, Abgeordneter zum Nationalrat                                                | 74    |       |
| 12. Februar | Avraham Stern                         | polnischer Dichter, Gründer und Leiter der zionistischen Organisation Lechi                                                                   | 34    |       |
| 12. Februar | William F. Stevenson                  | US-amerikanischer Politiker | 80    |       |
| 12. Februar | Dāvids Švērs                          | lettischer Fußballspieler | 30    |       |
| 12. Februar | Grant Wood                            | US-amerikanischer Maler, Vertreter des Amerikanischen Realismus                                                                               | 50    |       |
| 12. Februar | Siegfried Würzburger                  | deutscher Organist, Orgellehrer und Komponist                                                                                                 | 64    |       |
| 13. Februar | Otakar Batlička                       | tschechischer Radioamateur, Weltenbummler, Schriftsteller und Widerstandskämpfer gegen den Nationalsozialismus                                | 46    |       |
| 13. Februar | Hermann Beeken                        | deutscher Landwirt und Politiker (DNVP), MdL                                                                                                  | 50    |       |
| 13. Februar | St John Brodrick, 1. Earl of Midleton | britischer Politiker | 85    |       |
| 13. Februar | Frederick Nutter Chasen               | britischer Zoologe und Ornithologe |       |       |
| 13. Februar | Matthew A. Dunn                       | US-amerikanischer Politiker | 55    |       |
| 13. Februar | Gabriel Émile Grison                  | französischer Geistlicher und Apostolischer Vikar von Stanley Falls                                                                           | 81    |       |
| 13. Februar | Samuel von Hazai                      | österreich-ungarischer General | 90    |       |
| 13. Februar | Lühr Hogrefe                          | deutscher Politiker (NSDAP), MdR, Hitlerjugendfunktionär                                                                                      | 42    |       |
| 13. Februar | Omer Madison Kem                      | US-amerikanischer Politiker | 86    |       |
| 13. Februar | Carlos López y Valles                 | mexikanischer Schauspieler | 54    |       |
| 13. Februar | Hans Mend                             | deutscher Autor | 53    |       |
| 13. Februar | Epitácio Lindolfo da Silva Pessoa     | brasilianischer Jurist und Politiker | 76    |       |
| 14. Februar | Glover Morrill Allen                  | US-amerikanischer Zoologe und Ornithologe | 63    |       |
| 14. Februar | Georgi Alexandrowitsch Astachow       | sowjetischer Diplomat |       |       |
| 14. Februar | Herberts Bērtulsons                   | lettischer Skirennläufer und Fußballspieler                                                                                                   | 38    |       |
| 14. Februar | Jack Burke                            | US-amerikanischer Boxer, Teilnehmer am längsten Boxkampf                                                                                      |       |       |
| 14. Februar | Edgar Chadwick                        | englischer Fußballspieler und -trainer | 72    |       |
| 14. Februar | Franz Eckerle                         | deutscher Offizier und Kunstflieger | 29    |       |
| 14. Februar | Stanislaus Jolles                     | deutscher Mathematiker und Hochschullehrer | 84    |       |
| 14. Februar | Józef Konrad Paczoski                 | polnischer Botaniker | 77    |       |
| 15. Februar | Stanislav Binički                     | jugoslawischer Komponist, Dirigent und Operndirektor                                                                                          | 69    |       |
| 15. Februar | Marie Heiberg                         | estnische Schriftstellerin | 51    |       |
| 15. Februar | Enn Kippel                            | estnischer Schriftsteller | 40    |       |
| 15. Februar | Paul Kraus                            | deutscher Skispringer | 24    |       |
| 15. Februar | Johannes Reichert                     | deutscher Komponist, Dirigent und Musikdirektor                                                                                               | 65    |       |
| 16. Februar | Carlo Ettore Arrigoni degli Oddi      | italienischer Ornithologe und Politiker | 74    |       |
| 16. Februar | Claire Beck-Loos                      | tschechoslowakische Fotografin und Schriftstellerin                                                                                           | 37    |       |
| 16. Februar | Robert Henderson                      | Mathematiker | 70    |       |
| 16. Februar | Robert Preußler                       | österreichischer Schriftsteller, Redakteur und Politiker (SDAP), Landtagsabgeordneter, Abgeordneter zum Nationalrat, Mitglied des Bundesrates | 75    |       |
| 17. Februar | Rudolf Fuchs                          | deutsch-tschechischer Schriftsteller | 51    |       |
| 17. Februar | Coen Hissink                          | niederländischer Schauspieler und Schriftsteller sowie ein Opfer des Nationalsozialismus                                                      | 63    |       |
| 17. Februar | Tony Sarg                             | deutsch-amerikanischer Puppenspieler und Illustrator                                                                                          | 61    |       |
| 17. Februar | Hermann Uhlig                         | deutscher Pädagoge und Heimatforscher des Erzgebirges                                                                                         | 70    |       |
| 18. Februar | Friedrich Niedermayer                 | deutscher Architekt | 85    |       |
| 19. Februar | Kārlis Zāle                           | lettischer Bildhauer | 53    |       |
| 20. Februar | Juliusz Bursche                       | polnischer evangelischer Geistlicher, Verleger und Landesbischof von Polen                                                                    | 79    |       |
| 20. Februar | Louis Soutter                         | Schweizer Maler | 70    |       |
| 20. Februar | Peter Sturmbusch                      | österreichischer Schriftsteller | 56    |       |
| 21. Februar | Robert Randolph Bruce                 | schottisch-kanadischer Ingenieur und Bergbauunternehmer                                                                                       | 80    |       |
| 21. Februar | Hans Conze                            | deutscher Reichsgerichtsrat | 63    |       |
| 21. Februar | Heinrich Hitler                       | deutscher Halbneffe Adolf Hitlers | 21    |       |
| 21. Februar | Olena Teliha                          | ukrainische Dichter, Aktivist der ukrainischen Kultur                                                                                         | 35    |       |
| 22. Februar | Fred Hendriok                         | deutscher Werbegrafiker | 57    |       |
| 22. Februar | Hermann von der Heyde                 | preußischer Generalleutnant im Ersten Weltkrieg                                                                                               | 84    |       |
| 22. Februar | Aron Hirsch                           | deutscher Industrieller | 84    |       |
| 22. Februar | Heinrich von Michael                  | deutscher Politiker der DNVP und Staatsminister von Mecklenburg-Strelitz                                                                      | 54    |       |
| 22. Februar | August von Parseval                   | deutscher Luftschiffbauer | 81    |       |
| 22. Februar | Eduard Profittlich                    | deutscher Jesuit, Glaubenszeuge, Märtyrer, Apostolischer Administrator für Estland und Titularerzbischof                                      | 51    |       |
| 22. Februar | Wera Wiktorowna Timanowa              | russische Pianistin | 87    |       |
| 23. Februar | Max Blümich                           | deutscher Schachmeister | 55    |       |
| 23. Februar | Eugen von Clauß                       | deutscher General der Infanterie | 79    |       |
| 23. Februar | Josef Kahl                            | tschechoslowakischer Skispringer | 28    |       |
| 23. Februar | Robert Katscher                       | österreichischer Komponist, Liedtextschreiber und Filmkomponist                                                                               | 47    |       |
| 23. Februar | Ferdinand Linnus                      | estnischer Ethnologe | 46    |       |
| 23. Februar | Boris Vildé                           | russisch-französischer Ethnologe, Linguist und Widerstandskämpfer in der Résistance                                                           | 33    |       |
| 23. Februar | Stefan Zweig                          | österreichischer Schriftsteller | 60    |       |
| 24. Februar | Ernst Braune                          | deutscher sozialdemokratischer Kommunalpolitiker in Radeberg, Sachsen                                                                         | 88    |       |
| 24. Februar | Anton Drexler                         | Mitbegründer der Deutschen Arbeiterpartei (DAP)                                                                                               | 57    |       |
| 24. Februar | Friedrich Gehmacher                   | österreichischer Jurist und Mitbegründer der Salzburger Festspiele                                                                            | 75    |       |
| 24. Februar | Rudolf Hellwag                        | deutscher Marine- und Landschaftsmaler | 74    |       |
| 24. Februar | Walther Judeich                       | deutscher Althistoriker | 82    |       |
| 24. Februar | Franz von Krauß                       | österreichischer Architekt | 76    |       |
| 24. Februar | Johann Lahr                           | tschechoslowakischer Skisportler | 29    |       |
| 24. Februar | Nikolai Fjodorowitsch Lapschin        | russischer Künstler |       |       |
| 24. Februar | Andrew H. Longino                     | US-amerikanischer Politiker | 87    |       |
| 24. Februar | Fernand Piet                          | französischer Maler des Postimpressionismus                                                                                                   | 72    |       |
| 24. Februar | Ömer Tokat                            | jugoslawisch-türkischer Student und Attentäter auf Franz von Papen                                                                            |       |       |
| 25. Februar | Leo Ascher                            | österreichischer Komponist und Jurist | 61    |       |
| 25. Februar | Karl Boda                             | deutscher Astronom | 52    |       |
| 25. Februar | Juri Wassiljewitsch Kondratjuk        | ukrainischer und sowjetischer Ingenieur und Theoretiker der Raumfahrt                                                                         | 44    |       |
| 25. Februar | Marigny de Grilleau                   | französischer Mathematiker, professioneller Glücksspieler                                                                                     |       |       |
| 25. Februar | Jesse Fuller McDonald                 | US-amerikanischer Politiker | 83    |       |
| 25. Februar | Sidney D. Mitchell                    | US-amerikanischer Filmkomponist und Liedtexter                                                                                                | 53    |       |
| 25. Februar | Wolodymyr Starossolskyj               | ukrainischer Jurist, Soziologe und Politiker                                                                                                  | 64    |       |
| 26. Februar | Tommaso Pio Boggiani                  | italienischer Kardinal der römisch-katholischen Kirche und Erzbischof von Genua                                                               | 79    |       |
| 26. Februar | Thomas W. Lamb                        | US-amerikanischer Architekt | 71    |       |
| 26. Februar | Gerhard Madaus                        | deutscher Mediziner und Industrieller | 52    |       |
| 26. Februar | William Palmer, 2. Earl of Selborne   | britischer Politiker | 82    |       |
| 26. Februar | Oskar Wagener                         | deutscher Hals-Nasen-Ohren-Arzt | 64    |       |
| 27. Februar | Bruno Bauch                           | deutscher Philosoph, Neukantianer | 65    |       |
| 27. Februar | Karel Doorman                         | niederländischer Konteradmiral | 52    |       |
| 27. Februar | Alexander van Geen                    | niederländischer Moderner Fünfkämpfer | 38    |       |
| 27. Februar | Joseph Emile Harley                   | US-amerikanischer Politiker | 61    |       |
| 27. Februar | Ernst Pfeiffer                        | deutscher Schriftsteller und Journalist | 66    |       |
| 27. Februar | Julius Ferdinand Wollf                | deutscher Journalist und Verleger | 70    |       |
| 28. Februar | Herbert Birchenough                   | englischer Fußballtorhüter | 67    |       |
| 28. Februar | Lewis Stuyvesant Chanler              | US-amerikanischer Politiker | 72    |       |
| 28. Februar | Hein Hoeben                           | niederländischer Journalist | 42    |       |
| 28. Februar | Arne Mortensen                        | norwegischer Ruderer | 41    |       |
| 28. Februar | Gustav Neuhaus                        | deutscher Jurist, Kolonialbeamter und Afrikanist                                                                                              | 75    |       |
| 28. Februar | Julius Seligsohn                      | deutscher Jurist und jüdischer Verbandsfunktionär                                                                                             | 51    |       |
| 28. Februar | Harald Stunde                         | estnischer Flugpionier | 43    |       |
| 28. Februar | Jacob Cornelis van Leur               | niederländischer Historiker | 33    |       |
|             | Modest Wassiljewitsch Iwanow          | Oberkommandierender der sowjetischen Seekriegsflotte                                                                                          | 66    |       |
|             | Oscar Leu                             | deutscher naturalistischer Maler | 77    |       |

## März
| Tag      | Name                                   | Beruf, bekannt als | Alter | Beleg |
| -------- | -------------------------------------- | --- | ----- | ----- |
| 1. März  | Leo Adde                               | US-amerikanischer Jazzmusiker                                                                                               | 37    |       |
| 1. März  | Martin Karl                            | deutscher Olympiasieger im Rudern                                                                                           | 30    |       |
| 1. März  | Ferdinand Albin Pax                    | deutscher Botaniker | 83    |       |
| 1. März  | Erich Petersen                         | deutscher Regierungsbeamter und Abgeordneter                                                                                | 70    |       |
| 1. März  | Ernst Schnorr von Carolsfeld           | deutscher Organist | 66    |       |
| 1. März  | Hector Waller                          | australischer Kapitän im Zweiten Weltkrieg                                                                                  | 41    |       |
| 2. März  | Charlie Christian                      | US-amerikanischer Jazz-Gitarrist                                                                                            | 25    |       |
| 2. März  | Konrad Miersch                         | deutscher Moderner Fünfkämpfer                                                                                              | 35    |       |
| 2. März  | Theodor Schroeder                      | deutscher Landtagsabgeordneter Volksstaat Hessen                                                                            | 70    |       |
| 3. März  | Amadeus, 3. Herzog von Aosta           | 3. Herzog von Aosta, Herzog von Apulien, Vizekönig von Italienisch-Ostafrika                                                | 43    |       |
| 3. März  | Willy Andrek                           | deutscher Kommunist und Antifaschist                                                                                        | 54    |       |
| 3. März  | Ernst Bernheim                         | deutscher Historiker | 92    |       |
| 3. März  | Hans Best                              | deutscher Landschafts- und Genremaler                                                                                       | 67    |       |
| 3. März  | John M. Morin                          | US-amerikanischer Politiker                                                                                                 | 73    |       |
| 3. März  | Justus Paris                           | deutscher Schauspieler | 57    |       |
| 3. März  | Yvonne Prévost                         | französische Tennisspielerin                                                                                                | 63    |       |
| 3. März  | Johanna Sickinghe                      | niederländische Komponistin von Schachstudien                                                                               | 83    |       |
| 4. März  | Maruyama Banka                         | japanischer Aquarellmaler                                                                                                   | 74    |       |
| 4. März  | Robert William Rankin                  | australischer Kapitän im Zweiten Weltkrieg                                                                                  | 34    |       |
| 5. März  | Julius Bräucker                        | deutscher Politiker (SPD)                                                                                                   | 69    |       |
| 5. März  | Richard Dinkelmann                     | deutscher Offizier, Militärberater                                                                                          | 73    |       |
| 5. März  | Hermann Gramlich                       | deutscher Fußballspieler | 28    |       |
| 5. März  | Anton Heimerl                          | österreichischer Botaniker                                                                                                  | 85    |       |
| 5. März  | Kurt Lück                              | deutscher Volkskundler und Minderheitenaktivist in Polen                                                                    | 41    |       |
| 5. März  | Dmitri Pawlowitsch Romanow             | Mitglied des Hauses Romanow-Holstein-Gottorp und Mitverschwörer an der Ermordung Rasputins                                  | 50    |       |
| 5. März  | Alexis Weber                           | Landtagsabgeordneter | 79    |       |
| 6. März  | Sedrak Arakeljan                       | armenisch-sowjetischer Maler                                                                                                | 57    |       |
| 6. März  | Thomas Mooney                          | US-amerikanischer Arbeiteraktivist in San Francisco, der in die Bombenanschläge beim „Preparedness Day“ 1916 verwickelt war | 59    |       |
| 6. März  | Werner Vogels                          | Jurist und Ministerialrat Reichs-Justizministerium                                                                          | 53    |       |
| 7. März  | Henry C. Allen                         | US-amerikanischer Politiker                                                                                                 | 69    |       |
| 7. März  | Sergei Wsewolodowitsch Belawenez       | sowjetischer Schachspieler                                                                                                  | 31    |       |
| 7. März  | Joseph T. Deal                         | US-amerikanischer Politiker                                                                                                 | 81    |       |
| 7. März  | Hellmuth Götze                         | deutscher Theaterschauspieler und Theaterintendant                                                                          | 55    |       |
| 7. März  | Helmuth Hertling                       | deutscher Meeresbiologe | 50    |       |
| 7. März  | Lucy Parsons                           | US-amerikanische radikale Sozialistin und Anarchokommunistin                                                                |       |       |
| 8. März  | José Raúl Capablanca                   | kubanischer Schachspieler und Schachweltmeister                                                                             | 53    |       |
| 8. März  | Esther Hasson                          | US-amerikanische Krankenschwester und Superintendent des United States Navy Nurse Corps                                     | 74    |       |
| 8. März  | Mary MacSwiney                         | irische Politikerin und Frauenrechtlerin                                                                                    | 69    |       |
| 8. März  | Wassili Wassiljewitsch Nikitin         | russischer Kristallograph, Mineraloge und Hochschullehrer                                                                   |       |       |
| 9. März  | Georg Dohrn                            | deutscher Dirigent und Pianist                                                                                              | 74    |       |
| 9. März  | Mychajlo Krawtschuk                    | ukrainischer Mathematiker                                                                                                   | 49    |       |
| 9. März  | August Preusse                         | Maler und Graphiker | 33    |       |
| 10. März | Alfred Berger                          | österreichischer Versicherungsmathematiker                                                                                  | 60    |       |
| 10. März | William Henry Bragg                    | britischer Nobelpreisträger für Physik                                                                                      | 79    |       |
| 10. März | Earl L. Brewer                         | US-amerikanischer Politiker                                                                                                 | 72    |       |
| 10. März | Jelena Karlowna Emme                   | russische bzw. sowjetische Genetikerin und Hochschullehrerin                                                                | 56    |       |
| 10. März | Paul Follot                            | französischer Designer | 64    |       |
| 10. März | Wilbur Scoville                        | US-amerikanischer Pharmakologe                                                                                              | 77    |       |
| 10. März | Pieter Valkhoff                        | niederländischer Autor und Romanist                                                                                         | 66    |       |
| 10. März | Hans Wolff                             | deutscher Verwaltungsjurist, Kreisdirektor                                                                                  | 78    |       |
| 11. März | William E. Cox                         | US-amerikanischer Politiker                                                                                                 | 80    |       |
| 11. März | Wilhelm Frels                          | deutscher Philologe, Germanist und Bibliothekar                                                                             | 55    |       |
| 11. März | Stanislaus Fuchs                       | deutscher Schauspieler und Intendant                                                                                        | 77    |       |
| 11. März | Ferdinand Holzach                      | Schweizer Ingenieur und Militär                                                                                             | 59    |       |
| 11. März | Mildred Mansel                         | englisch-britische Suffragette                                                                                              |       |       |
| 11. März | Enric Morera                           | katalanischer Komponist | 76    |       |
| 12. März | Robert Bosch                           | deutscher Industrieller | 80    |       |
| 12. März | Anton Erlacher                         | deutscher Bildhauer und Marionettenspieler                                                                                  | 33    |       |
| 12. März | Gysbert Hofmeyr                        | südafrikanischer Politiker und Administrator                                                                                | 71    |       |
| 12. März | George Stuart Gordon                   | britischer Literaturwissenschaftler                                                                                         | 61    |       |
| 12. März | Arnold Steinmann-Bucher                | deutschsprachiger Wirtschaftswissenschaftler und Publizist                                                                  | 93    |       |
| 12. März | Federico Urales                        | spanischer Anarchist | 77    |       |
| 12. März | Adolf Wiebe                            | deutscher Reichsgerichtsrat                                                                                                 | 85    |       |
| 13. März | Wilhelm Frede                          | deutscher Diplomat im niederländischen Konsulat, NS-Opfer                                                                   | 66    |       |
| 13. März | Lina Hilger                            | deutsche Pädagogin | 68    |       |
| 13. März | Johann Kopp                            | österreichischer Politiker (DnP), Abgeordneter zum Nationalrat                                                              | 81    |       |
| 13. März | Anton Sandner                          | sudetendeutscher Politiker (NSDAP), MdR                                                                                     | 35    |       |
| 13. März | H. A. Sinclair de Rochemont            | niederländischer Faschist und Kollaborateur mit den Deutschen                                                               | 41    |       |
| 13. März | Andrzej Szablewski                     | polnischer Zwangsarbeiter                                                                                                   | 29    |       |
| 13. März | Josef Tvrdý                            | tschechoslowakischer Philosoph und Hochschulprofessor                                                                       | 64    |       |
| 14. März | Jelena Danko                           | russische bzw. sowjetische Jugendbuchautorin und Malerin                                                                    | 44    |       |
| 14. März | Friedrich Karl Georg Fedde             | deutscher Botaniker | 68    |       |
| 14. März | Bibb Graves                            | US-amerikanischer Politiker und Gouverneur von Alabama                                                                      | 68    |       |
| 14. März | Georg Hirschland                       | deutscher Bankier, Mäzen | 56    |       |
| 14. März | Albert Hopman                          | deutscher Vizeadmiral im Ersten Weltkrieg                                                                                   | 76    |       |
| 14. März | Maria Leitner                          | deutschsprachige ungarische Journalistin und Schriftstellerin                                                               | 50    |       |
| 14. März | Rolland H. Spaulding                   | US-amerikanischer Politiker                                                                                                 | 68    |       |
| 14. März | Karl Weinfurter                        | tschechischer Übersetzer und Schriftsteller                                                                                 | 74    |       |
| 15. März | Konrad August Drinnenberg              | deutscher Jurist und Mitglied des Preußischen Abgeordnetenhauses                                                            | 84    |       |
| 15. März | Emile Duson                            | niederländischer Hockeyspieler                                                                                              | 37    |       |
| 15. März | Rachel Field                           | US-amerikanische Schriftstellerin                                                                                           | 47    |       |
| 15. März | Hellmuth Allwill Fritzsche             | deutscher Kunsthistoriker                                                                                                   | 41    |       |
| 15. März | Edward W. Townsend                     | US-amerikanischer Politiker                                                                                                 | 87    |       |
| 15. März | Alexander von Zemlinsky                | österreichischer Komponist und Dirigent                                                                                     | 70    |       |
| 16. März | Sarah Bannister                        | englisch-britische Lehrerin, Schulinspektorin und Lokalpolitikerin                                                          | 83    |       |
| 16. März | Franklin Brockson                      | US-amerikanischer Politiker                                                                                                 | 76    |       |
| 16. März | August Gödrich                         | deutscher Radrennfahrer | 82    |       |
| 16. März | Kristoffer Kreutzmann                  | grönländischer Künstler | 75    |       |
| 16. März | Ernst Moriz Kronfeld                   | österreichischer Botaniker und Journalist                                                                                   | 76    |       |
| 16. März | Jakow Issidorowitsch Perelman          | russischer Wissenschaftler, Wissenschaftler, Journalist und Autor                                                           | 59    |       |
| 16. März | Erwin Ries                             | deutscher KPD-Funktionär und Widerstandskämpfer gegen den Nationalsozialismus                                               | 34    |       |
| 16. März | Eduard Schiemann                       | deutsch-russischer Maler, Graphiker und Übersetzer                                                                          | 56    |       |
| 16. März | Ernst Steiner                          | deutscher evangelischer Theologe, von der Gestapo ermordet                                                                  | 56    |       |
| 16. März | John Stewart-Murray, 8. Duke of Atholl | britischer Militär und Politiker                                                                                            | 70    |       |
| 17. März | Boris Alekin                           | russischer Schauspieler |       |       |
| 17. März | Wilhelm Beckmann                       | deutscher Maler | 89    |       |
| 17. März | Nada Dimić                             | jugoslawische bzw. kroatische Partisanenkämpferin                                                                           | 18    |       |
| 17. März | Friedrich von Gontard                  | deutscher General der Infanterie                                                                                            | 81    |       |
| 17. März | Käthe Leichter                         | österreichische sozialistische Gewerkschafterin und Autorin sozialpolitischer Werke                                         | 46    |       |
| 17. März | Josef Svatopluk Machar                 | tschechischer Dichter, Prosaist, Satiriker, Publizist, Politiker                                                            | 78    |       |
| 17. März | Ludwig Probst                          | deutscher Maler und Hochschullehrer                                                                                         | 78    |       |
| 17. März | Fritz Wolffheim                        | deutscher nationalkommunistischer Politiker                                                                                 | 53    |       |
| 18. März | Bruno Fridrichowitsch Adler            | russisch-deutscher Ethnologe, Anthropologe, Kurator und Professor der Moskauer Staatlichen Universität                      | 67    |       |
| 18. März | Wolfgang Bastian                       | deutscher Pfarrer und Widerstandskämpfer                                                                                    | 35    |       |
| 18. März | Natalja Jakowlewna Danko               | russische Bildhauerin, Porzellankünstlerin                                                                                  |       |       |
| 18. März | Theodor Doebner                        | deutscher Maler | 66    |       |
| 18. März | Hanuš Fantl                            | tschechischer Dichter | 24    |       |
| 18. März | Amalie Jordt                           | deutsche Zeugin Jehovas und NS-Opfer                                                                                        | 28    |       |
| 18. März | Paul-Augustin Lecœur                   | französischer Geistlicher, Bischof von Saint-Flour                                                                          | 94    |       |
| 18. März | Fjodor Ippolitowitsch Schtscherbatskoi | russischer Indologe | 75    |       |
| 18. März | Philip Wilson Steer                    | britischer Maler von Landschaften, Seestücken und Porträts sowie Kunstpädagoge                                              | 81    |       |
| 19. März | Niels Bjerre                           | dänischer Maler | 78    |       |
| 19. März | Theodor Brauer                         | deutscher Sozialethiker und Professor für Sozialwissenschaften                                                              | 62    |       |
| 19. März | Clinton Hart Merriam                   | englischer Paläontologe | 86    |       |
| 19. März | Jón Helgason                           | isländischer Bischof | 75    |       |
| 19. März | Arnold Paulssen                        | deutscher Jurist und Politiker (DDP), Ministerpräsident des Landes Thüringen                                                | 77    |       |
| 19. März | Wilhelm Vleugels                       | deutscher Ökonom und Soziologe                                                                                              | 48    |       |
| 20. März | Wassili Pawlowitsch Kalafati           | russischer Komponist | 73    |       |
| 20. März | Tõnis Kalbus                           | estnischer Jurist und Politiker                                                                                             | 61    |       |
| 20. März | Hans Marr                              | deutscher Skispringer | 27    |       |
| 20. März | John Julia Scheffler                   | deutscher Komponist und Dirigent                                                                                            | 74    |       |
| 20. März | Walter Steineck                        | deutscher Politiker (NSDAP), MdR                                                                                            | 52    |       |
| 20. März | Teodoro Valcárcel                      | peruanischer Komponist | 41    |       |
| 21. März | Guy Dollman                            | britischer Mammaloge und Taxonom                                                                                            | 55    |       |
| 21. März | Friedrich Jay                          | deutscher Bankier | 78    |       |
| 21. März | Olha Kobyljanska                       | ukrainische Dichterin | 78    |       |
| 21. März | Jacob Zallel Lauterbach                | österreichisch-US-amerikanischer Rabbiner und Talmudgelehrter                                                               | 69    |       |
| 21. März | Thomas Legh, 2. Baron Newton           | britischer Politiker (Liberal Party), Mitglied des House of Commons                                                         | 85    |       |
| 21. März | Conrad Matschoss                       | deutscher Ingenieur, Hochschullehrer, Historiker und Publizist                                                              | 70    |       |
| 21. März | Václav Morávek                         | tschechoslowakischer General und Widerstandskämpfer                                                                         | 37    |       |
| 21. März | Holger Reenberg                        | dänischer Schauspieler | 69    |       |
| 21. März | Arthur Rosenheim                       | deutscher Chemiker | 76    |       |
| 21. März | Günter von Scheven                     | deutscher Bildhauer | 33    |       |
| 21. März | Jindřich Štyrský                       | tschechischer Maler, Fotograf, Grafiker, Dichter, Vertreter des Surrealismus und Kunsttheoretiker                           | 42    |       |
| 22. März | Arnold Berliner                        | deutscher Physiker | 79    |       |
| 22. März | Birger Cederin                         | schwedischer Degenfechter                                                                                                   | 46    |       |
| 22. März | Frederick Cuming                       | britischer Cricketspieler                                                                                                   | 66    |       |
| 22. März | Ernst Fabricius                        | deutscher Provinzialrömischer Archäologe und Althistoriker                                                                  | 84    |       |
| 22. März | Otto Gabcke                            | deutscher Offizier, zuletzt Generalleutnant im Zweiten Weltkrieg                                                            | 59    |       |
| 22. März | Emil Hartmann                          | deutscher Politiker (SPD), Thüringer Minister                                                                               | 73    |       |
| 22. März | Theophil Krawielitzki                  | deutscher Pfarrer und Direktor des Deutschen Gemeinschafts-Diakonieverbandes                                                | 75    |       |
| 22. März | Alexander Alexandrowitsch Wolkow       | russischer Filmregisseur, Drehbuchautor und Darsteller                                                                      | 56    |       |
| 23. März | Ignaz Bloch                            | deutscher Chemiker, Opfer des NS-Regimes                                                                                    | 63    |       |
| 23. März | Friedrich Brauner                      | österreichischer Maschinenschlosser und Widerstandskämpfer gegen den Nationalsozialismus                                    | 52    |       |
| 23. März | Bruno Hippler                          | deutscher Offizier, zuletzt Generalmajor (posthum)                                                                          | 47    |       |
| 23. März | Ludwig von Höhnel                      | österreichischer Marineoffizier, Afrikaforscher und Geograph                                                                | 84    |       |
| 23. März | Anton Cornelius Hübbe                  | deutscher Bankier | 69    |       |
| 23. März | Paula Levermann                        | deutsche Theater- und Stummfilmschauspielerin                                                                               | 72    |       |
| 23. März | Victor Margueritte                     | französischer Schriftsteller                                                                                                | 75    |       |
| 23. März | Jan Olieslagers                        | belgischer Pilot | 58    |       |
| 23. März | Fritz Sarasin                          | Schweizer Naturforscher und Völkerkundler                                                                                   | 82    |       |
| 23. März | Walter Stahlecker                      | deutscher SS-Brigadeführer und Generalmajor der Polizei                                                                     | 41    |       |
| 23. März | Emma Tansey                            | US-amerikanische Schauspielerin                                                                                             | 71    |       |
| 23. März | Marcelo Torcuato de Alvear             | argentinischer Politiker und Staatspräsident (1922–1928)                                                                    | 73    |       |
| 24. März | Eduard Blocher                         | Schweizer evangelischer Geistlicher und Sprachwissenschaftler                                                               | 71    |       |
| 24. März | Mathieu Cordang                        | niederländischer Radrennfahrer                                                                                              | 72    |       |
| 24. März | Heinrich Laurenz Dietz                 | deutscher Architekt | 53    |       |
| 24. März | George Shiras III                      | US-amerikanischer Politiker                                                                                                 | 83    |       |
| 25. März | William Carr                           | US-amerikanischer Ruderer                                                                                                   | 65    |       |
| 25. März | Iwan Karpowitsch Golubez               | sowjetischer Matrose der Schwarzmeerflotte, Held der Sowjetunion                                                            | 25    |       |
| 25. März | Alfred Stabell                         | norwegischer Sportschütze                                                                                                   | 80    |       |
| 26. März | Erich Brill                            | deutscher Maler und Opfer des Holocaust                                                                                     | 46    |       |
| 26. März | Joseph Carlebach                       | deutscher Rabbiner, Opfer des Holocaust                                                                                     | 59    |       |
| 26. März | Heinrich Danneil                       | deutscher evangelischer Theologe                                                                                            | 70    |       |
| 26. März | Paul von Goldberger                    | ungarischer Fußballspieler                                                                                                  | 61    |       |
| 26. März | Alice Haarburger                       | deutsche Malerin | 50    |       |
| 26. März | Alojzije Mišić                         | Bischof von Mostar-Duvno und Apostolischer Administrator von Trebinje-Mrkan                                                 | 82    |       |
| 26. März | Gustaaf Adolf Frederik Molengraaff     | niederländischer Geologe | 82    |       |
| 26. März | Ludwig Ordower                         | österreichisches Opfer der Shoa                                                                                             | 61    |       |
| 26. März | Kleo Pleyer                            | sudetendeutscher Historiker und nationalsozialistischer Politiker                                                           | 43    |       |
| 26. März | Sigurd Wathne                          | norwegischer Fußballspieler                                                                                                 | 44    |       |
| 26. März | James Carmichael Watson                | schottischer Keltologe | 31    |       |
| 27. März | Heinrich Roman Abt                     | Schweizer Politiker (BGB)                                                                                                   | 59    |       |
| 27. März | Gonzalo Argüelles Bringas              | mexikanischer Maler | 65    |       |
| 27. März | Paul Arras                             | deutscher Lehrer, Archivar und Heimatforscher                                                                               | 84    |       |
| 27. März | René L. De Rouen                       | US-amerikanischer Politiker                                                                                                 | 68    |       |
| 27. März | Julio González                         | spanischer Bildhauer | 65    |       |
| 27. März | Vernon Kell                            | Gründer und erste Generaldirektor des britischen Geheimdienstes MI5                                                         | 68    |       |
| 27. März | Hermine König                          | deutsche Zeugin Jehovas und Opfer des Nationalsozialismus                                                                   | 48    |       |
| 27. März | Frank M. Ramey                         | US-amerikanischer Politiker                                                                                                 | 60    |       |
| 27. März | Theodor Waldau                         | Schriftsteller und Journalist                                                                                               | 60    |       |
| 27. März | John W. Wilcox, Jr.                    | Admiral der United States Navy                                                                                              | 60    |       |
| 28. März | Hans Ballin                            | jüdischer Kaufmann und Opfer des Holocaust                                                                                  | 55    |       |
| 28. März | Miguel Hernández                       | spanischer Dichter und Dramatiker                                                                                           | 31    |       |
| 28. März | Friedrich Karas                        | katholischer Priester | 46    |       |
| 28. März | Bill Martin                            | US-amerikanischer Radsportler                                                                                               |       |       |
| 28. März | Luise Werckmeister                     | deutsche Schauspielerin | 59    |       |
| 29. März | Herman Adriaan van Karnebeek           | niederländischer Diplomat und Minister                                                                                      | 67    |       |
| 29. März | Karl Marr                              | deutscher Regierungsrat, Landrat und Bürgermeister                                                                          | 82    |       |
| 29. März | Sigmund Strauß                         | österreichischer Physiker, Ingenieur und Erfinder                                                                           | 67    |       |
| 30. März | H. A. Brendekilde                      | dänischer Maler | 84    |       |
| 30. März | Giovanni Gentile                       | italienischer Physiker | 35    |       |
| 30. März | Günter Gentz                           | deutscher evangelischer Theologe                                                                                            | 29    |       |
| 30. März | Marcel Rieder                          | französischer Maler | 80    |       |
| 30. März | Ludwig Sinsheimer                      | deutscher Jurist jüdischer Herkunft, Opfer des Holocaust                                                                    | 68    |       |
| 31. März | Karl Engelhardt                        | deutscher Pfarrer und Heimatforscher im Kraichgau                                                                           | 67    |       |
| 31. März | Friedrich Franz von Grote              | deutscher NS-Agrarfunktionär, Gutsbesitzer und SS-Oberführer                                                                | 40    |       |
| 31. März | Iwan Dmitrijewitsch Jermakow           | sowjetischer Psychologe und der Leiter der psychoanalytischen Bewegung in Russland                                          |       |       |
| 31. März | George Norlin                          | US-amerikanischer Klassischer Philologe und Hochschullehrer                                                                 | 70    |       |
| 31. März | Alfred Sittard                         | deutscher Organist und Dirigent                                                                                             | 63    |       |
| 31. März | Curt Walter                            | deutscher Verwaltungsbeamter                                                                                                | 64    |       |
| 31. März | Eugen Wendel                           | deutscher Generalarzt | 77    |       |
|          | Max Raphael Hahn                       | jüdischer Unternehmer, Vorsitzender der jüdischen Gemeinde Göttingen und Kunstsammler                                       | 61    |       |
|          | Manfred Straus                         | deutscher Unternehmer und Opfer des Nationalsozialismus                                                                     | 63    |       |